# Polysaccharide

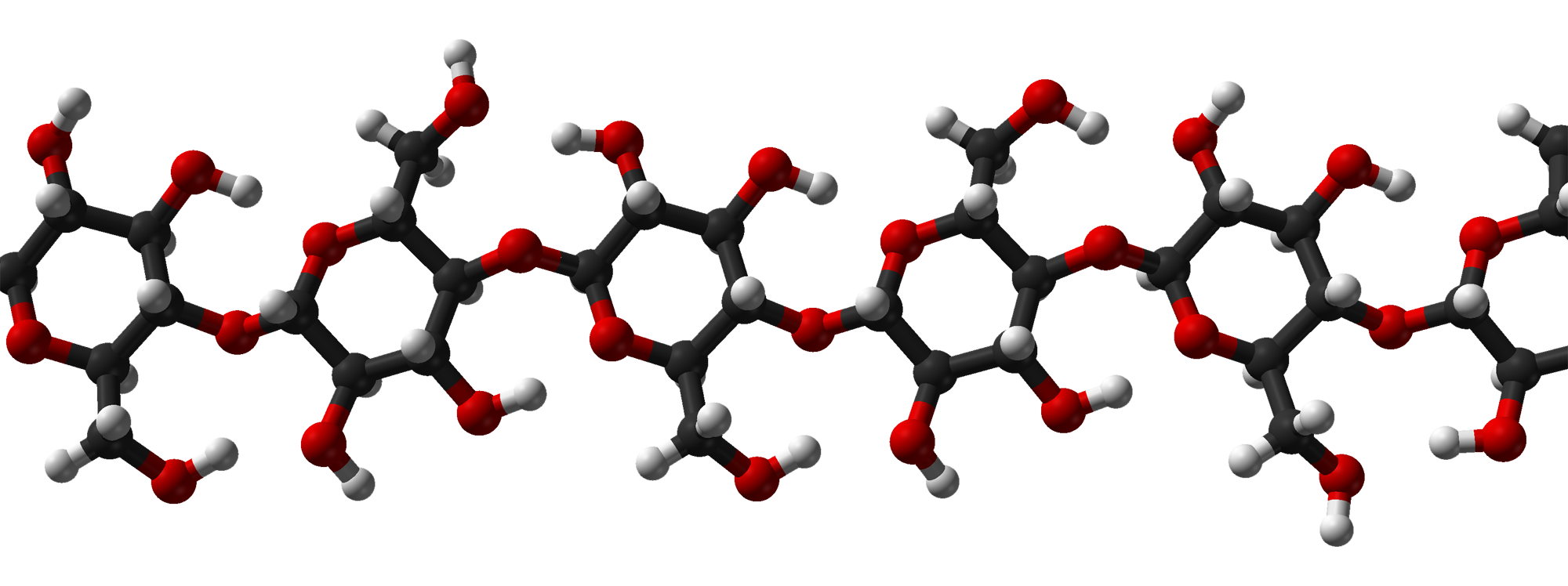
Cấu trúc 3D của xenlulôzơ, một polysaccharide beta-glucan.

Amylôzơ là một polyme tuyến tính của glucôzơ chủ yếu kết nối bằng liên kết α(1→4). Nó có thể gồm hàng ngàn đơn vị glucôzơ. Nó là một trong hai thành phần của tinh bột, thành phần kia là amylopectin.

Polysaccarit hay đường đa là một đại phân tử carbohydrate gồm chuỗi dài của đơn vị monosaccarit liên kết với nhau bằng mối liên kết glycosidic và thủy phân cung cấp cho các thành phần hoặc monosaccharide oligosaccarit. Chúng có cấu trúc từ tuyến tính để phân nhánh cao. Ví dụ như polysaccharides lưu trữ như tinh bột và glycogen, và polysaccarit cấu trúc như xenlulôzơ và kitin.
Polysaccarit thường khá đồng nhất, có chứa thay đổi nhỏ của các đơn vị lặp đi lặp lại. Tùy thuộc vào cấu trúc, các đại phân tử có thể có những tính chất khác biệt với các khối cấu trúc monosaccarit của chúng.